# Lista gatunków z rodzaju kozłek
Lista gatunków z rodzaju kozłek (Valeriana L.) – lista gatunków rodzaju roślin należącego do rodziny kozłkowatych (Valerianaceae Batsch). Według The Plant List w obrębie tego rodzaju znajduje się co najmniej 289 gatunków o nazwach zweryfikowanych i zaakceptowanych, podczas gdy aż 260 taksonów ma status gatunków niepewnych (niezweryfikowanych).
Lista gatunków
- Valeriana acutiloba Rydb.
- Valeriana adscendens Turcz.
- Valeriana aequiloba Clos
- Valeriana agrimonifolia Killip
- Valeriana albonervata B.L. Rob.

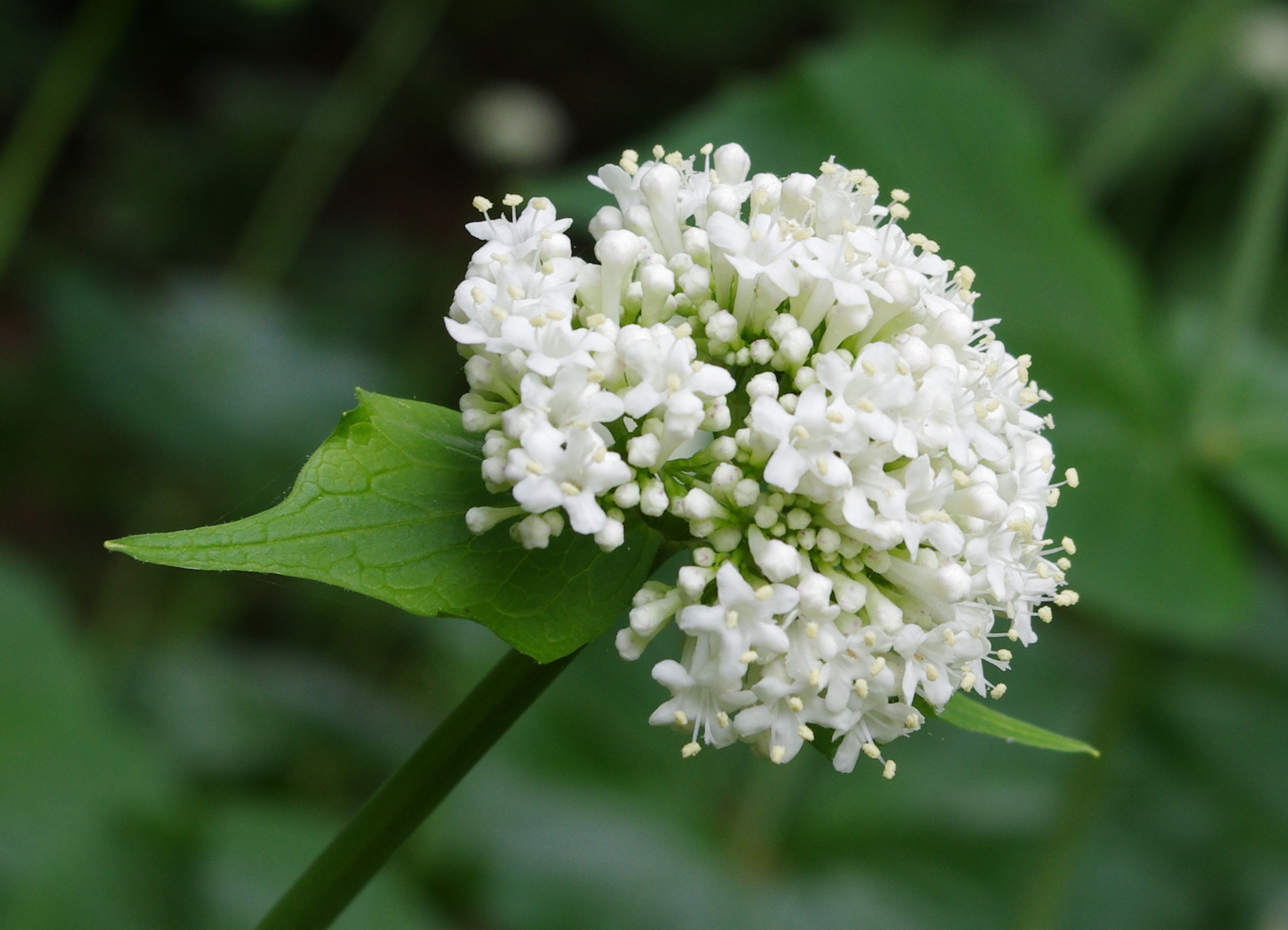
Valeriana alliariifolia

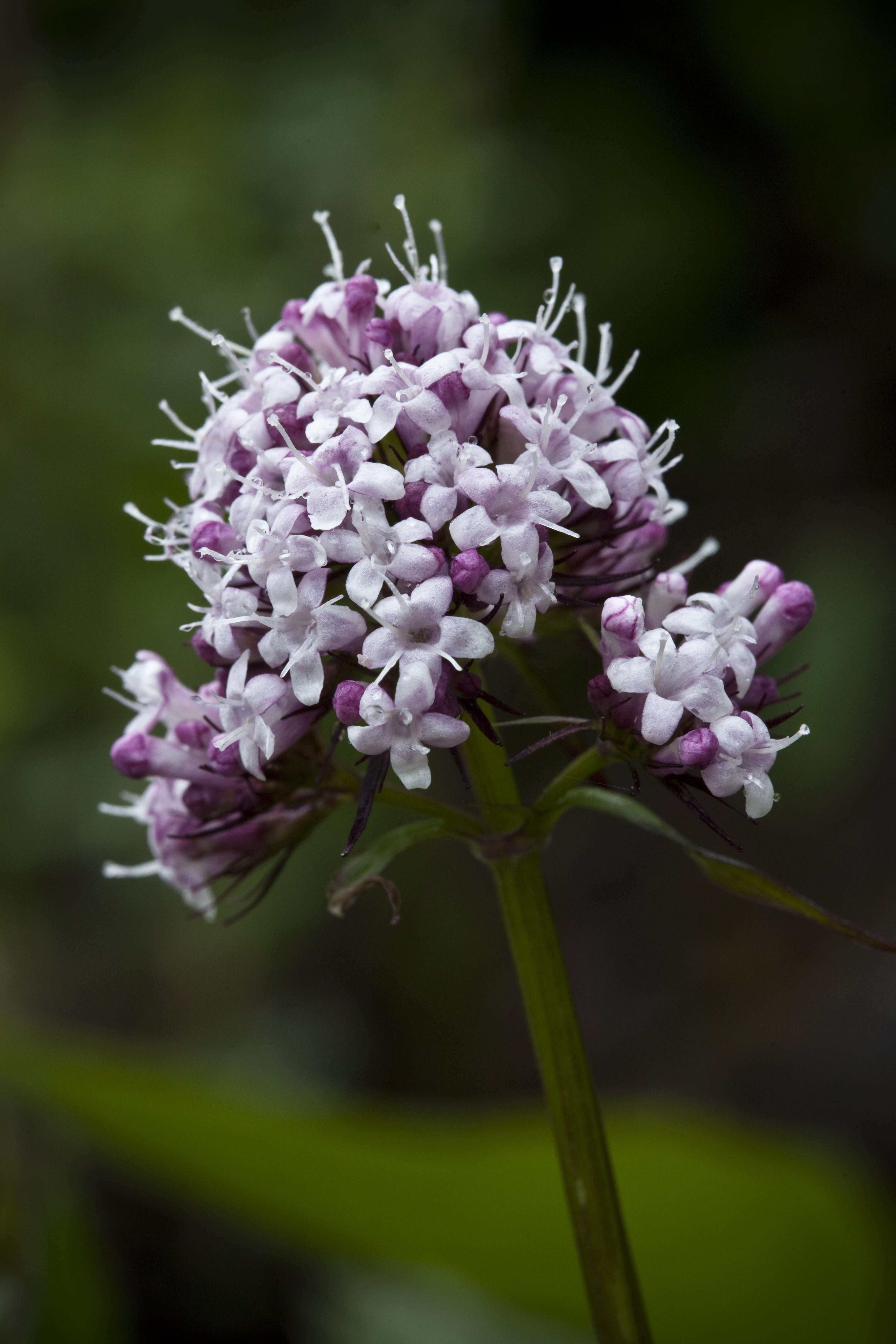
Valeriana capitata

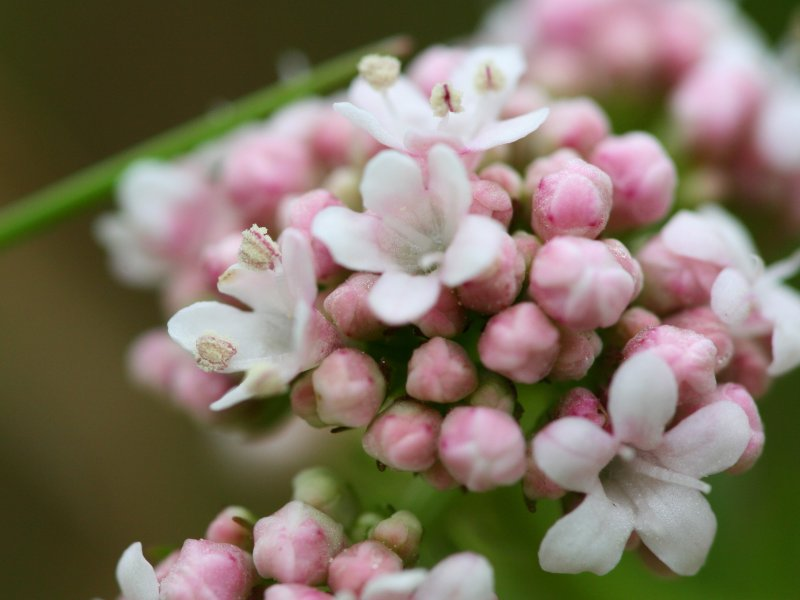
Valeriana dioica

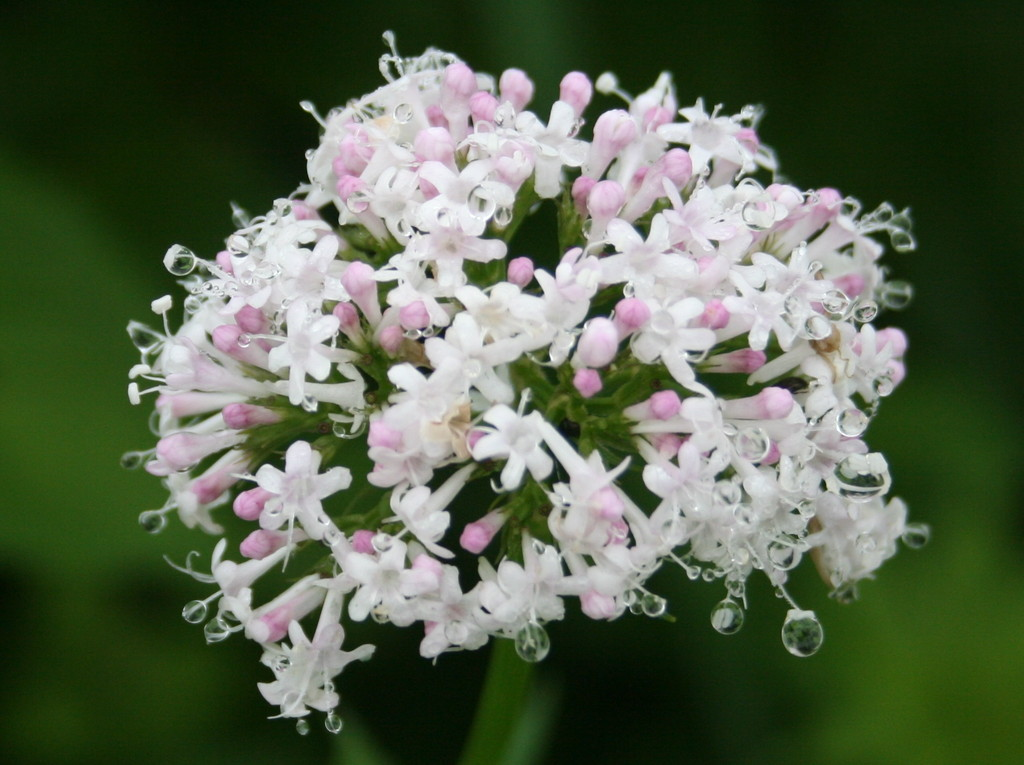
Valeriana fauriei

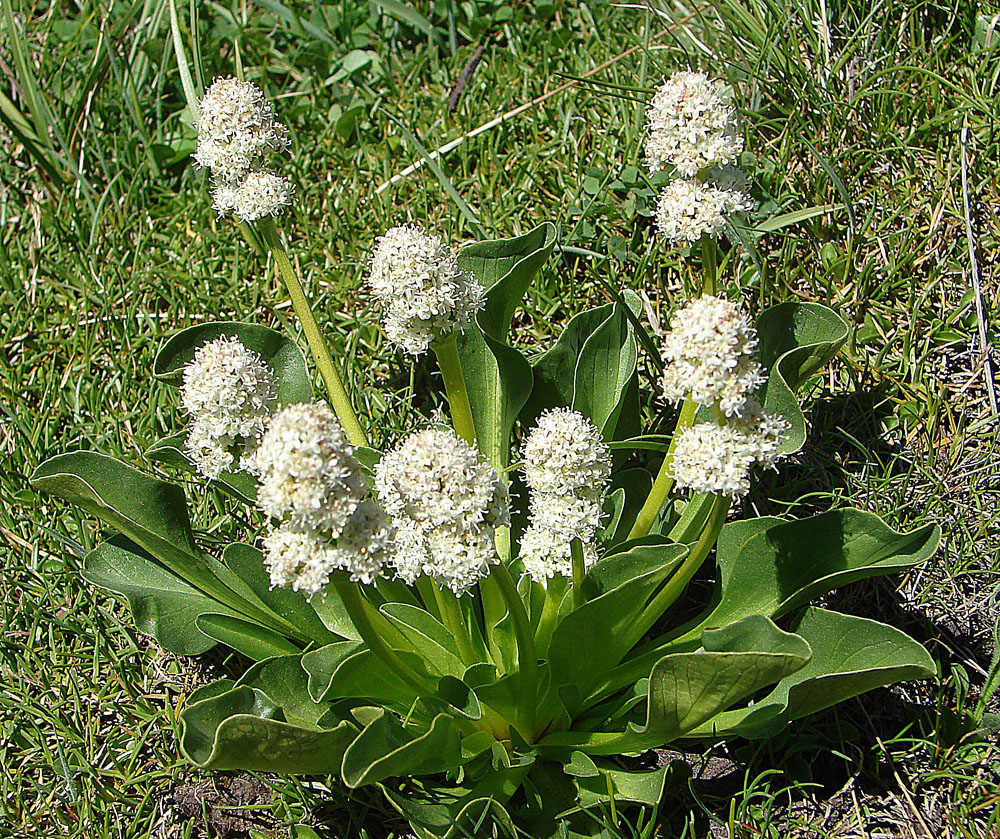
Valeriana macrorhiza

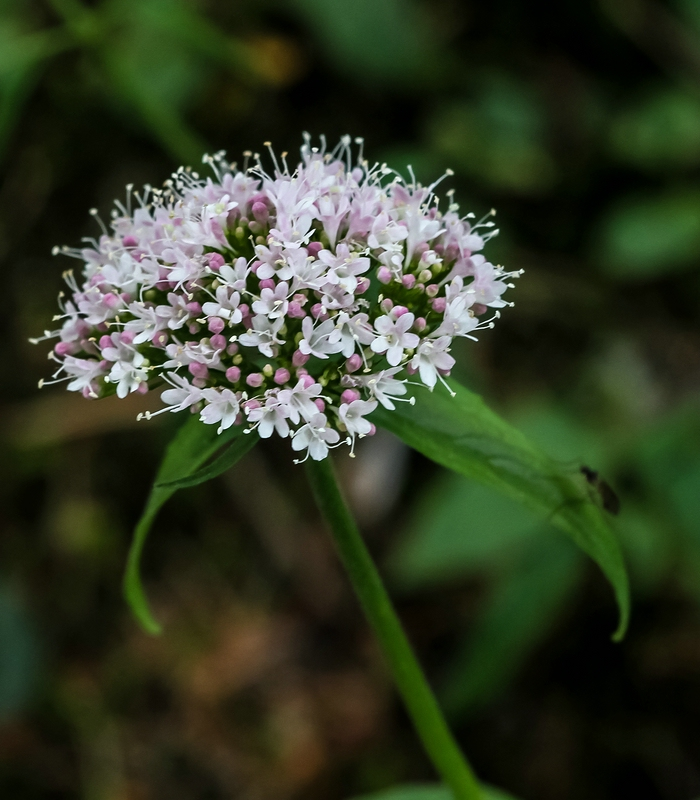
Valeriana montana

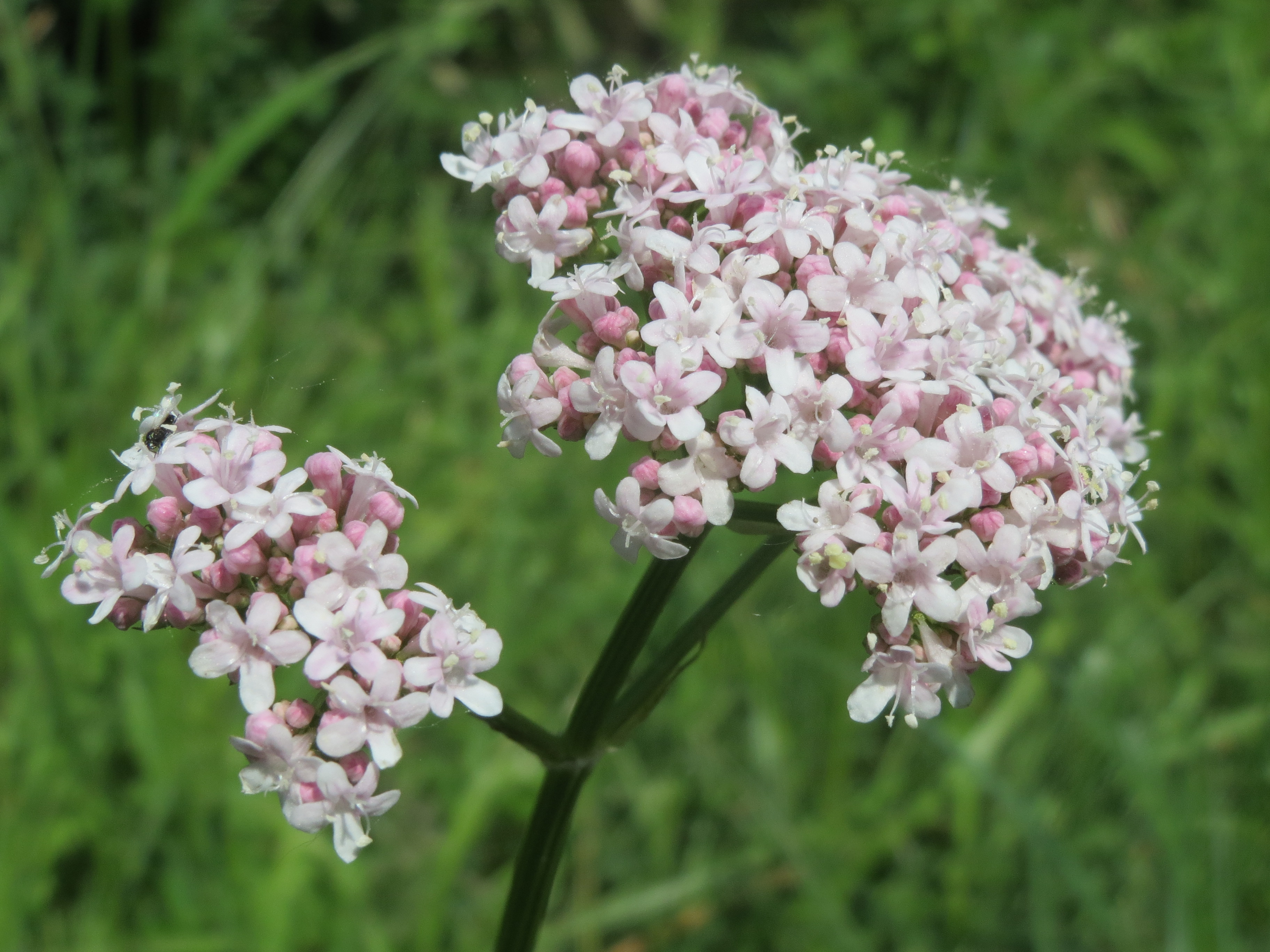
Valeriana officinalis

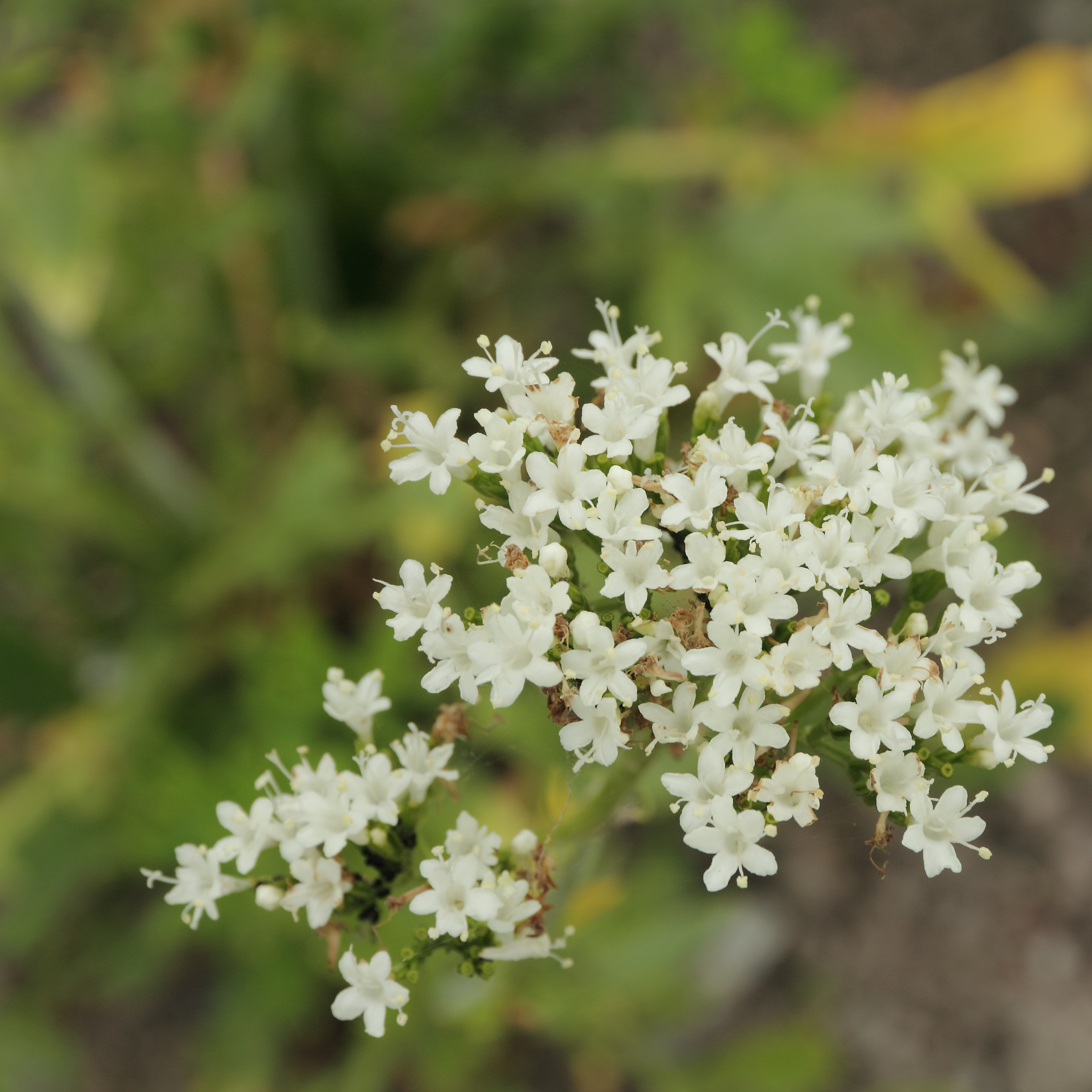
Valeriana phu

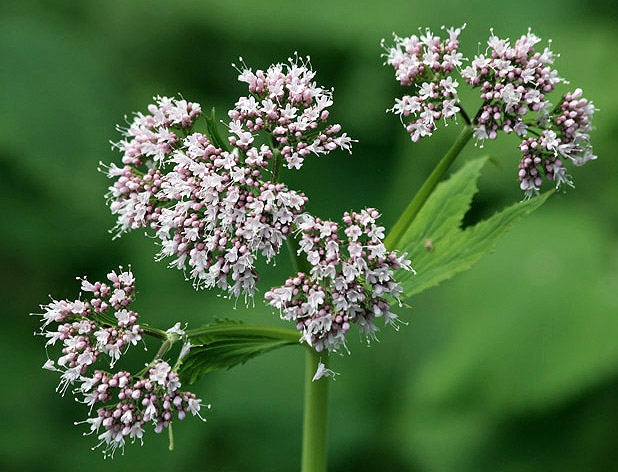
Valeriana pyrenaica

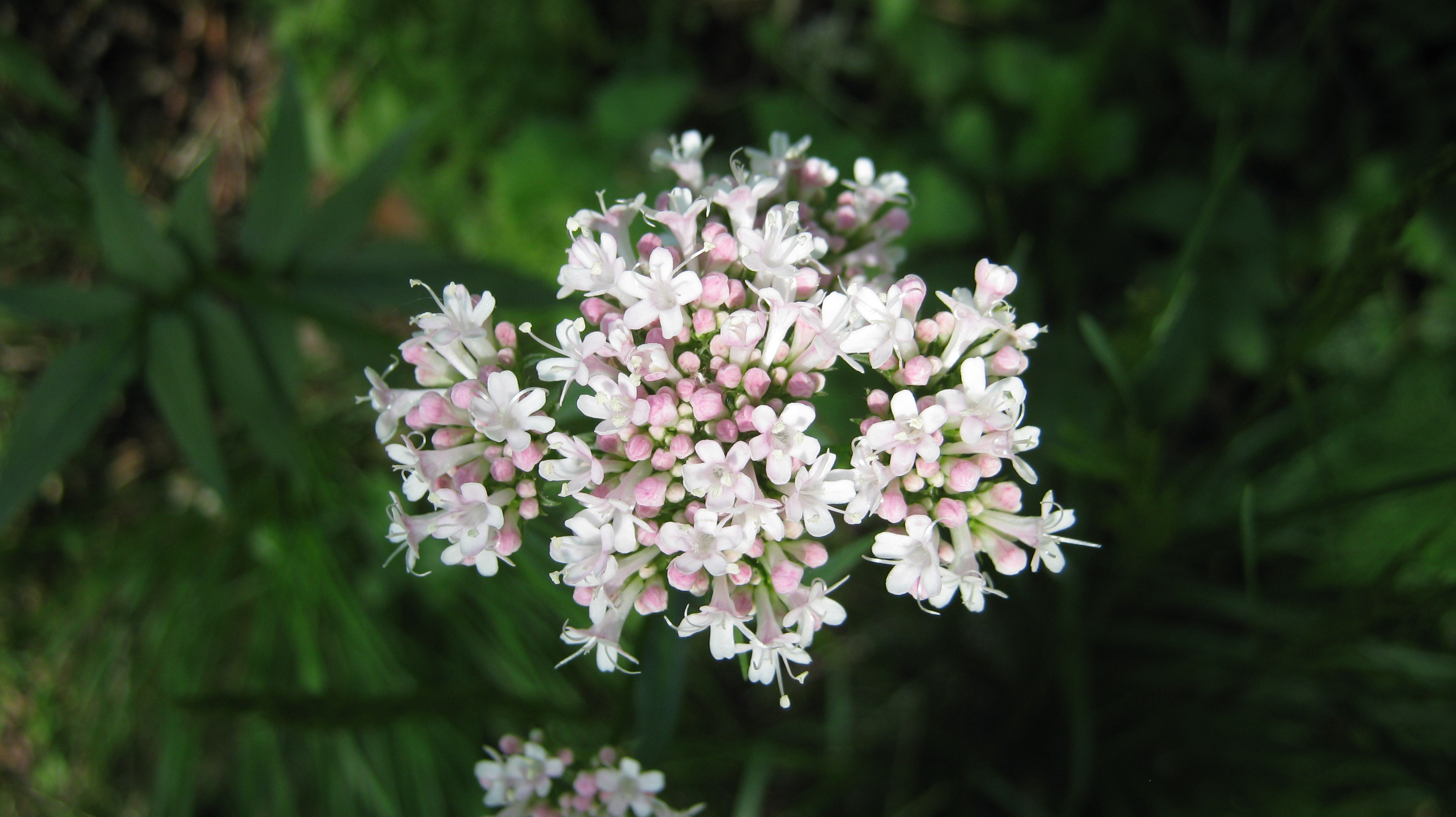
Valeriana sambucifolia

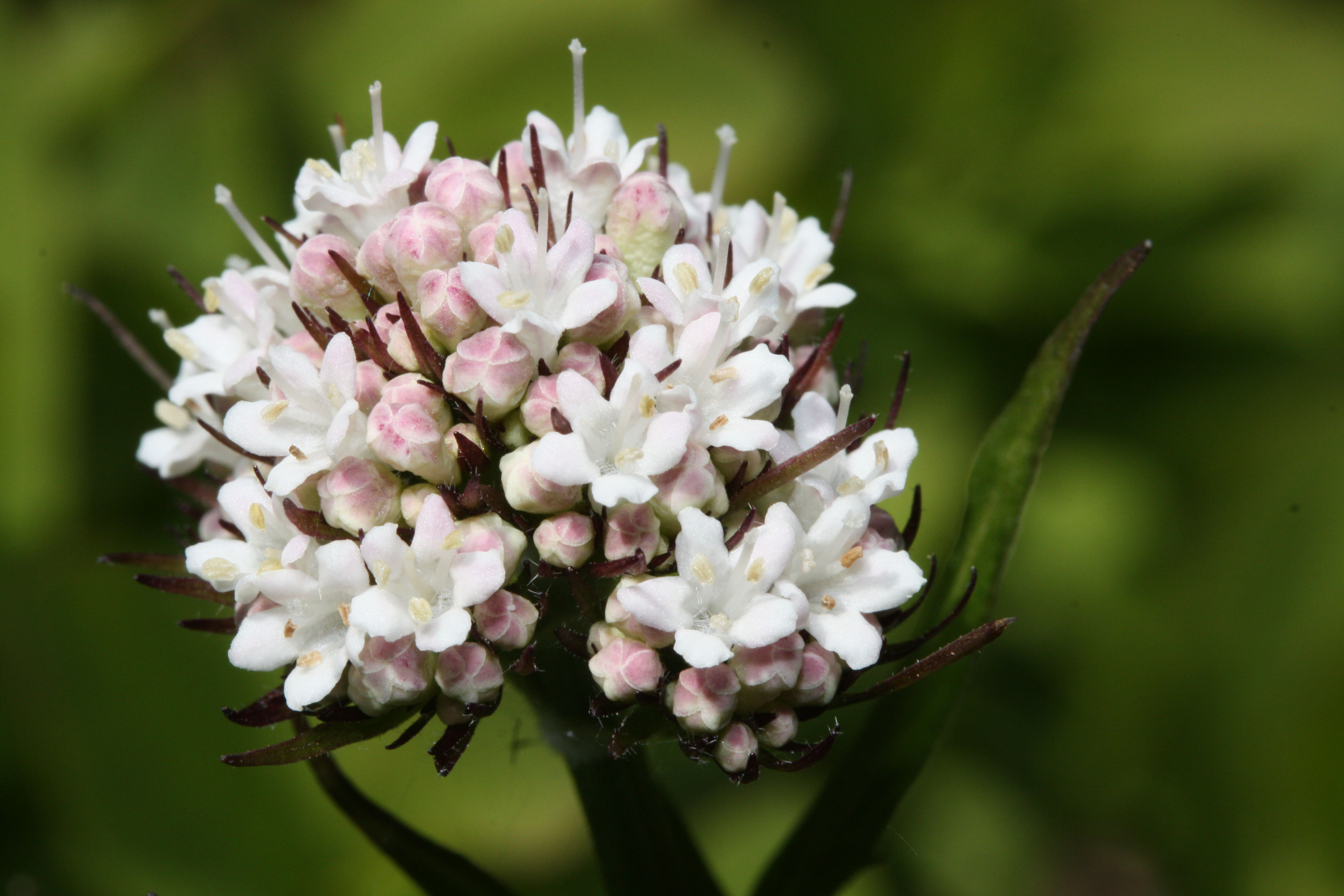
Valeriana sitchensis

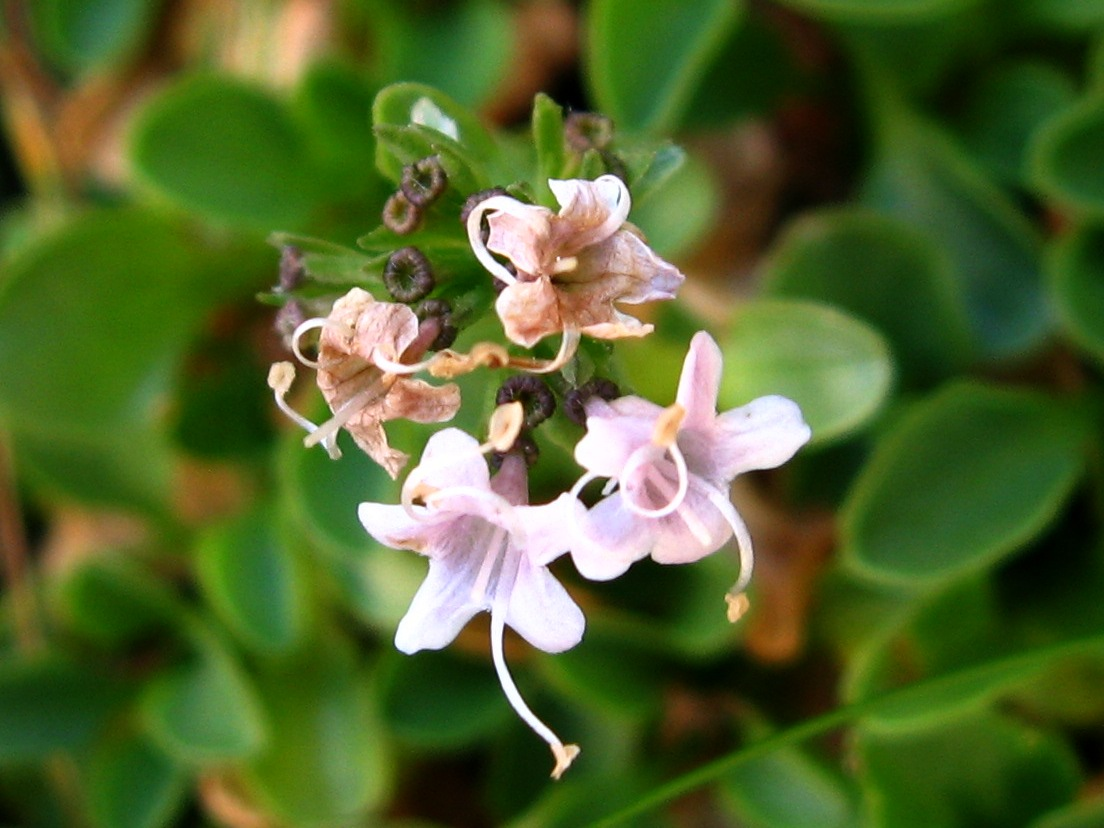
Valeriana supina

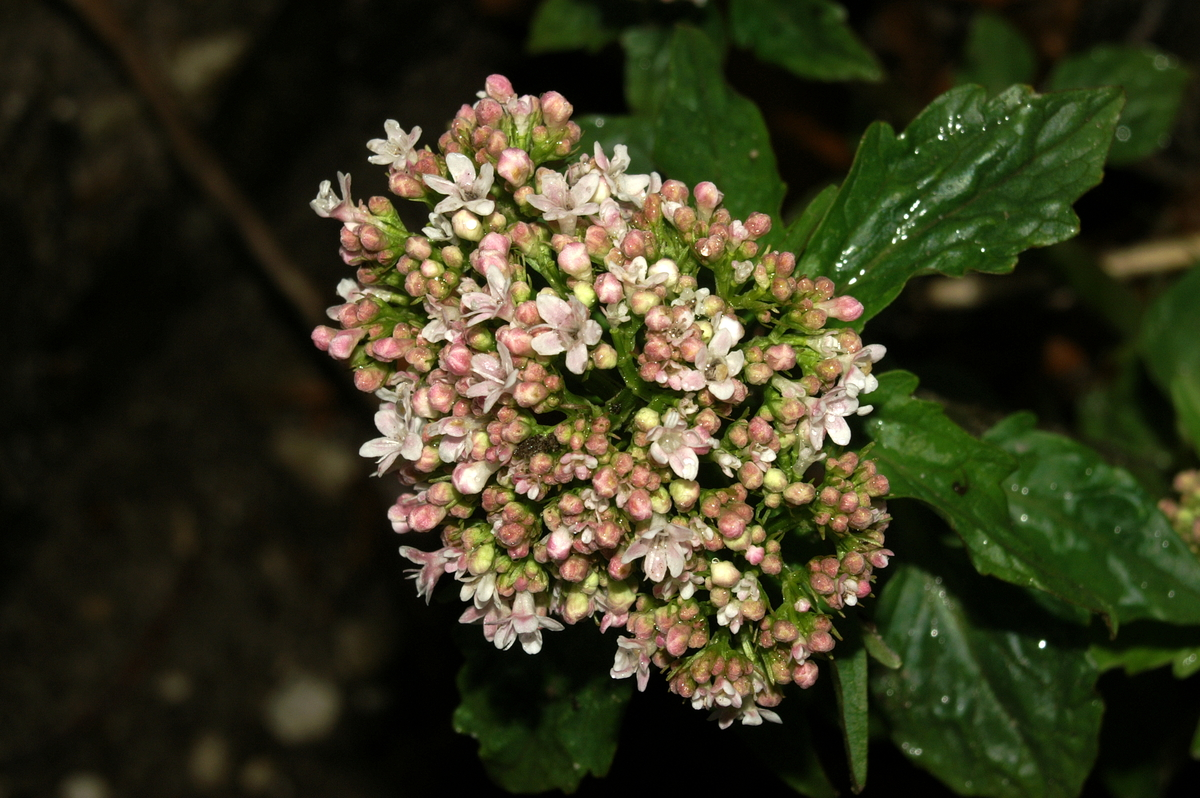
Valeriana tripteris

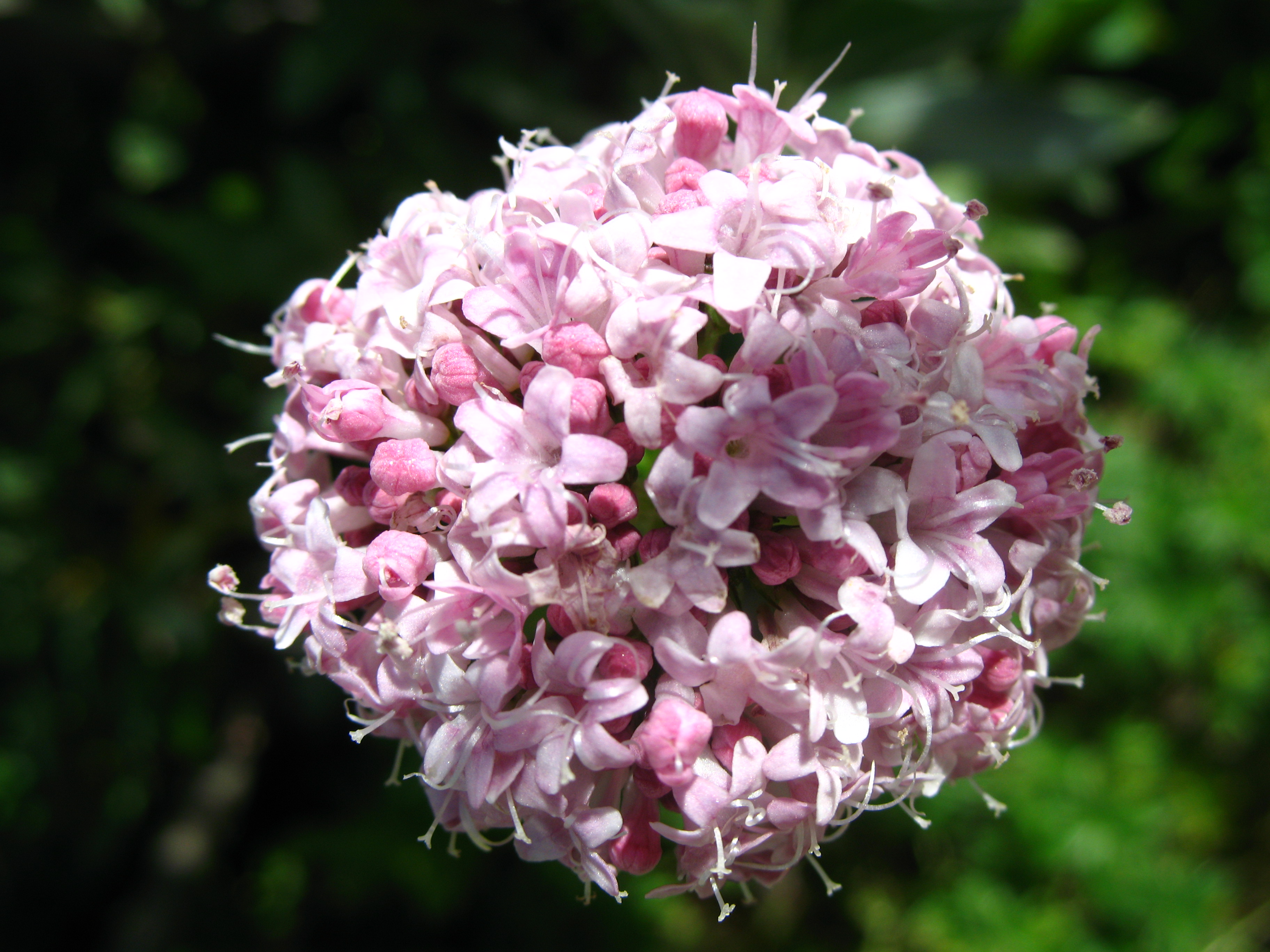
Valeriana tuberosa

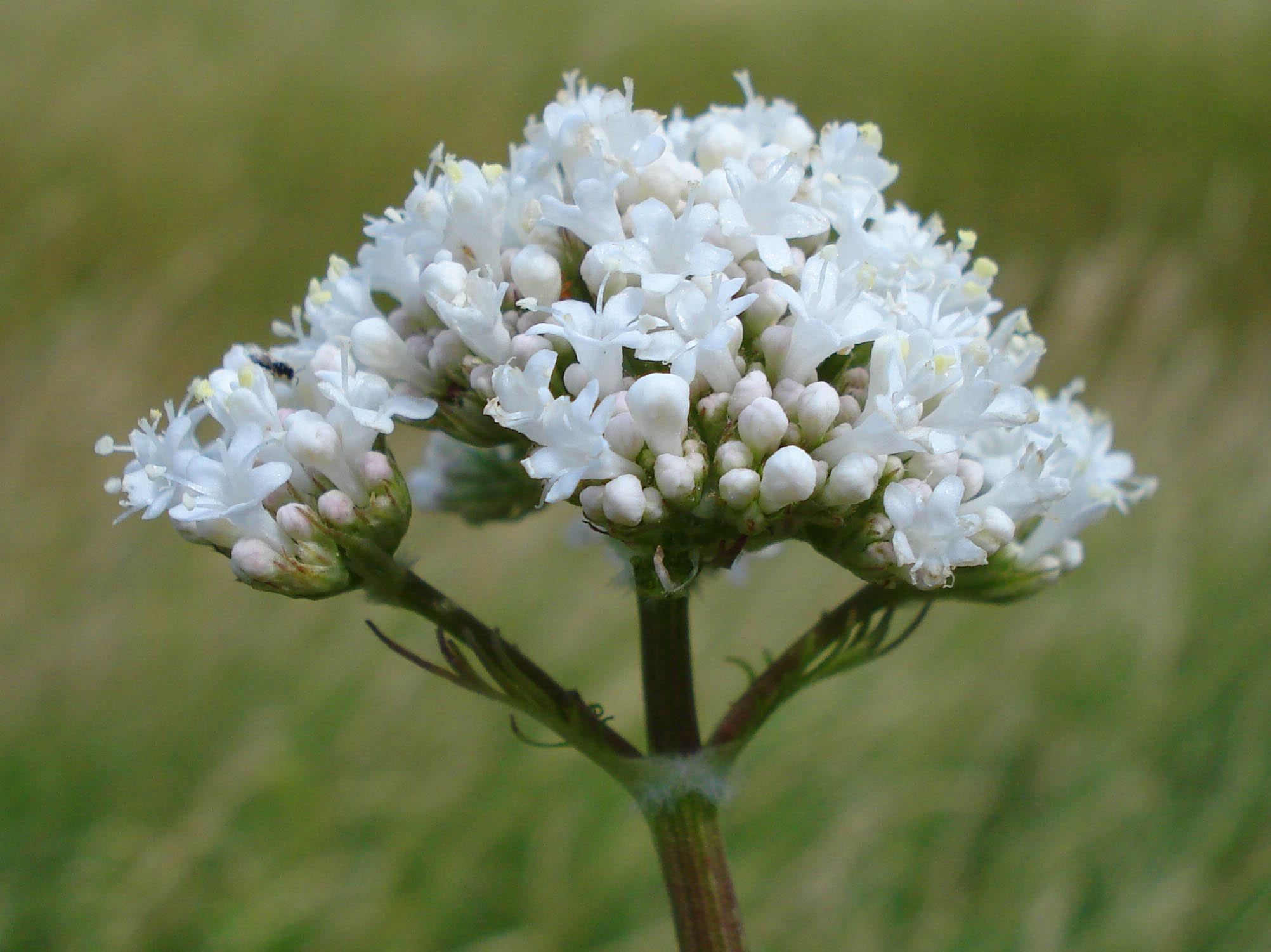
Valeriana wallrothii

- Valeriana alliariifolia Vahl – kozłek czosnaczkowaty
- Valeriana altaica Sumner
- Valeriana alypifolia Kunth
- Valeriana amurensis P. Smirn. ex Kom.
- Valeriana apiifolia A. Gray
- Valeriana arborea Killip & Cuatrec.
- Valeriana arizonica A. Gray
- Valeriana asarifolia Dufr.
- Valeriana asplenifolia Killip
- Valeriana asterothrix Killip
- Valeriana atacamensis Bors.
- Valeriana baltana Graebn.
- Valeriana bambusicaulis Killip
- Valeriana barbareifolia M. Martens & Galeotti
- Valeriana barbulata Diels
- Valeriana beamanii Barrie
- Valeriana bertiscea Pančić
- Valeriana boliviana Britton
- Valeriana bornmuelleri Pilg.
- Valeriana bracteata Benth.
- Valeriana bracteosa Phil.
- Valeriana bractescens (Hook.) Höck
- Valeriana bridgesii Hook. & Arn.
- Valeriana briquetiana H. Lév.
- Valeriana bryophila Barrie
- Valeriana bulbosa Wedd.
- Valeriana buxifolia F.G. Mey.
- Valeriana calcicola Greenm.
- Valeriana californica A. Heller
- Valeriana calvescens Briq.
- Valeriana capensis Thunb.
- Valeriana capitata Pall. ex Link
- Valeriana carnosa Sm.
- Valeriana castellanosii Borsini
- Valeriana catharinensis Graebn.
- Valeriana celtica L. – kozłek celtycki
- Valeriana cephalantha Schltdl.
- Valeriana ceratophylla Kunth
- Valeriana cernua B. Eriksen
- Valeriana cerosifolia Xena
- Valeriana chaerophylloides Sm.
- Valeriana chamaedryfolia Cham. & Schltdl.
- Valeriana chiapensis Barrie
- Valeriana chilensis Bors.
- Valeriana ciliata Torr. & A. Gray
- Valeriana clarionifolia Phil.
- Valeriana clematitis Kunth
- Valeriana coarctata Ruiz & Pav.
- Valeriana coleophylla Diels
- Valeriana columbiana Piper
- Valeriana comosa B. Eriksen
- Valeriana condamoana Graebn.
- Valeriana connata Ruiz & Pav.
- Valeriana convallarioides (Schmale) B.B. Larsen
- Valeriana corymbulosa (Wedd.) Cabrera
- Valeriana costata Schmale
- Valeriana crassifolia Kunth
- Valeriana crinii Orph. ex Boiss.
- Valeriana crispa Ruiz & Pav.
- Valeriana cuatrecasasii F.G. Mey.
- Valeriana cucurbitifolia Standl.
- Valeriana cumbemayensis B. Eriksen
- Valeriana daphniflora Hand.-Mazz.
- Valeriana decussata Ruiz & Pav.
- Valeriana deltoidea F.G. Mey.
- Valeriana densa (Wedd.) Höck
- Valeriana densiflora Benth.
- Valeriana diffusa Poepp.
- Valeriana dinorrhiza Graebn.
- Valeriana dioica L. – kozłek dwupienny
- Valeriana dioscoridis Sm.
- Valeriana dipsacoides Graebn.
- Valeriana dominguensis Urb.
- Valeriana edulis Nutt.
- Valeriana effusa Griseb.
- Valeriana eichleriana Graebn.
- Valeriana elongata Jacq.
- Valeriana emmanuelii Rzed. & Calderón
- Valeriana engleriana Höck
- Valeriana eupatoria Sobral
- Valeriana fauriei Briq.
- Valeriana fedtschenkoi Coincy
- Valeriana ferax Hoeck
- Valeriana ficariifolia Boiss.
- Valeriana flaccidissima Maxim.
- Valeriana flagellifera Bat.
- Valeriana fonkii Phil.
- Valeriana fragilis Clos
- Valeriana glaziovii Taub.
- Valeriana glechomifolia F.G. Mey.
- Valeriana globiflora Ruiz & Pav.
- Valeriana globulariifolia Ramond ex DC.
- Valeriana globularioides Graebn.
- Valeriana globularis A. Gray
- Valeriana graciliceps Clos
- Valeriana granataea Xena
- Valeriana grandifolia Phil.
- Valeriana grisiana Wedd.
- Valeriana grossheimii Vorosch.
- Valeriana hadros Graebn.
- Valeriana hardwickii Wall.
- Valeriana hebecarpa DC.
- Valeriana hengduanensis D.Y. Hong
- Valeriana henrici (Graebn.) B. Eriksen
- Valeriana herrerae Killip
- Valeriana hiemalis Graebn.
- Valeriana hirtella Kunth
- Valeriana hirticalyx L.C. Chiu
- Valeriana hornschuchiana Walp.
- Valeriana humboldtii Hook. & Arn.
- Valeriana hyalinorrhiza Ruiz & Pav.
- Valeriana imbricata Killip
- Valeriana interrupta Ruiz & Pav.
- Valeriana isoetifolia Killip
- Valeriana jasminoides Briq.
- Valeriana jatamansi Jones
- Valeriana johannae Weberl.
- Valeriana karstenii Briq.
- Valeriana kawakamii Hayata
- Valeriana kilimandscharica Engl.
- Valeriana laciniosa M. Martens & Galeotti
- Valeriana lancifolia Hand.-Mazz.
- Valeriana lapathifolia Vahl
- Valeriana laurifolia Kunth
- Valeriana laxiflora DC.
- Valeriana laxissima Standl. & L.O.Williams
- Valeriana ledoides Graebn.
- Valeriana lepidota Clos
- Valeriana leptothyrsa Graebn.
- Valeriana lesueurii Standl.
- Valeriana leucocarpa DC.
- Valeriana longiflora Willk.
- Valeriana macbridei Killip
- Valeriana macrorhiza Poepp. ex DC.
- Valeriana magellanica Hombr. & Jacq. ex Decne.
- Valeriana magna Clos
- Valeriana malvacea Graebn.
- Valeriana mandoniana (Wedd.) Höck
- Valeriana mandonii Britton
- Valeriana mapirensis (Britton) Weberl.
- Valeriana meonantha C.Y. Cheng & H.B. Chen
- Valeriana merxmuelleri W. Seitz
- Valeriana mexicana DC.
- Valeriana microphylla Kunth
- Valeriana micropterina Wedd.
- Valeriana minutiflora Hand.-Mazz.
- Valeriana montana L. – kozłek górski
- Valeriana moorei Barrie
- Valeriana muelleri Graebn.
- Valeriana naidae Barrie
- Valeriana nelsonii Greenm.
- Valeriana nigricans Graebn.
- Valeriana nivalis Wedd.
- Valeriana oaxacana Barrie
- Valeriana oblongifolia Ruiz & Pav.
- Valeriana obovata (Nutt.) Roem. & Schult.
- Valeriana obtusifolia DC.
- Valeriana occidentalis A. Heller
- Valeriana officinalis L. – kozłek lekarski
- Valeriana olenaea Boiss. & Heldr.
- Valeriana oreocharis Phil.
- Valeriana organensis Mueller,C.A.
- Valeriana otomiana Barrie
- Valeriana palmatiloba F.G. Mey.
- Valeriana palmeri A. Gray
- Valeriana paniculata Ruiz & Pav.
- Valeriana papilla Bertero ex DC.
- Valeriana pardoana Graebn.
- Valeriana parvula Killip
- Valeriana pauciflora Michx.
- Valeriana peltata Clos
- Valeriana pennellii Killip
- Valeriana petersenii Weberl. & Reese-Krug
- Valeriana philippiana Briq.
- Valeriana phitosiana Quézel & Contandr.
- Valeriana phu L. – kozłek wielki
- Valeriana phylicoides (Turcz.) Briq.
- Valeriana pilosa Ruiz & Pav.
- Valeriana pinnatifida Ruiz & Pav.
- Valeriana plantaginea Kunth
- Valeriana plectritoides Graebn.
- Valeriana polemonifolia Phil.
- Valeriana polybotrya Hoeck
- Valeriana polyclada Briq.
- Valeriana polystachya Sm.
- Valeriana potopensis Briq.
- Valeriana prionophylla Standl.
- Valeriana procera Kunth
- Valeriana protenta B. Eriksen
- Valeriana pseudofficinalis C.Y. Cheng & H.B. Chen
- Valeriana psychrophila Briq.
- Valeriana pubicarpa Rydb.
- Valeriana pulchella M.Martens & Galeotti
- Valeriana punctata F.G. Mey.
- Valeriana pycnantha A. Gray
- Valeriana pyramidalis Kunth
- Valeriana pyrenaica L.
- Valeriana pyricarpa Borsini
- Valeriana quadrangularis Kunth
- Valeriana quindiensis Killip
- Valeriana quiroana Xena
- Valeriana radicalis Clos
- Valeriana radicata Graebn.
- Valeriana reitziana Borsini
- Valeriana renifolia Killip
- Valeriana rhodoleuca H.B. Chen & C.Y. Cheng
- Valeriana robertianifolia Briq.
- Valeriana rosaliana F.G.Mey.
- Valeriana rossica P.A. Smirn.
- Valeriana rufescens Killip
- Valeriana rumicoides Wedd.
- Valeriana rusbyi Britton
- Valeriana rzedowskiorum Barrie
- Valeriana salicariifolia Vahl
- Valeriana saliunca All.
- Valeriana sambucifolia Mikan f. – kozłek bzowy
- Valeriana samolifolia Bert.
- Valeriana saxatilis L.
- Valeriana scandens L.
- Valeriana scouleri Rydb.
- Valeriana secunda B. Eriksen
- Valeriana sedifolia d'Urv.
- Valeriana selerorum Graebner & Loesener
- Valeriana senecioides Phil.
- Valeriana septentrionalis Rydb.
- Valeriana serrata Ruiz & Pav.
- Valeriana sichuanica D.Y. Hong
- Valeriana sisymbriifolia Vahl
- Valeriana sitchensis Bong.
- Valeriana smithii Killip
- Valeriana sorbifolia Kunth
- Valeriana sphaerocarpa Phil.
- Valeriana sphaerocephala Graebn.
- Valeriana sphaerophora Graebn.
- Valeriana spicata (Turcz.) Briq.
- Valeriana spiroflora B.B. Larsen
- Valeriana stenophylla Killip
- Valeriana stenoptera Diels
- Valeriana stricta Clos
- Valeriana stuckertii Briq.
- Valeriana subincisa Benth.
- Valeriana supina Ard. – kozłek odgięty
- Valeriana tachirensis Xena
- Valeriana tafiensis Borsini
- Valeriana tajuvensis Sobral
- Valeriana tanacetifolia F.G. Mey.
- Valeriana tangutica Batalin
- Valeriana tatamana Killip
- Valeriana tessendorffiana Graebn.
- Valeriana texana Steyerm.
- Valeriana tiliifolia Troitzk. – kozłek lipolistny
- Valeriana tomentosa Kunth
- Valeriana transjenisensis Kreyer
- Valeriana trichomanes Graebn.
- Valeriana trichostoma Hand.-Mazz.
- Valeriana triphylla Kunth
- Valeriana triplinervis (Turcz.) Briq.
- Valeriana tripteris L. – kozłek trójlistkowy
- Valeriana tuberifera Graebn.
- Valeriana tuberosa L.
- Valeriana turczaninovii Grubov
- Valeriana turkestanica Sumn.
- Valeriana tzotzilana Barrie
- Valeriana ulei Graebn.
- Valeriana uliginosa (Torr. & A.Gray) Rydb.
- Valeriana urbanii Phil.
- Valeriana urticifolia Kunth
- Valeriana vaga Clos
- Valeriana vaginata Kunth
- Valeriana valdiviana Phil.
- Valeriana velutina Clos
- Valeriana venezuelana Briq.
- Valeriana verrucosa Schmale
- Valeriana verticillata Clos
- Valeriana vetasana Killip
- Valeriana virescens Clos
- Valeriana virgata Ruiz & Pav.
- Valeriana volkensii Engl.
- Valeriana wallrothii Kreyer
- Valeriana warburgii Graebn.
- Valeriana weberbaueri Graebn.
- Valeriana wolgensis Kazak.
- Valeriana zamoranensis Rzed. & Calderón
- Valeriana zapotecana Barrie